# 連節条虫
連節条虫（れんせつじょうちゅう、学名：Taenia serialis）は、円葉目テニア科に属する条虫の1種。成虫の体長は20-75cm、体幅3-5mm、頭節には4個の吸盤と額嘴がある。虫卵はエキノコックス属の虫卵との鑑別が困難である。中間宿主はウサギ、終宿主はイヌ、キツネ、コヨーテ、オオカミ、ジャッカルなど。生活環として、糞便とともに虫卵は外界へと排出され、中間宿主が虫卵を摂取する。中間宿主の腸管で六鉤幼虫に発育し、血行性に筋間、皮下組織に移動し、連節嚢尾虫（連節共尾虫） Coenurus serialis に発育し、ウサギ、ヒヒ、ヤマアラシ、齧歯類などの皮下、筋肉、腹腔臓器、心筋、肺などに寄生する。終宿主には連節嚢尾虫が摂取されることにより移行し、原頭節が小腸粘膜に吸着し、成虫へと発育する。